# زاوية الفك السفلي
زاوية الفك السفلي (بالإنجليزية: Angle of the mandible)‏ أو زاوية الرأد (بالإنجليزية: gonial angle)‏ تقع في الحد الخلفي عند ترابطه مع الحد السفلي من رأد الفك السفلي.
قد تكون إما مقلوبة أو معكوسة، وهي بارِزه بسبب النتوءات المائلة عند كلّ جانب، من أجل الارتباط مع العضلة الماضغة بشكل جانبي، ومع العضلة الجناحية الغائرة بشكل داخلي. والرَّباطُ الإِبْرِيُّ الفَكِّيّ (stylomandibular ligament) يربط الزاية الفكية مع هذه العضلات.
المصطلح الشَّرْعِيّ لمنتصف زاوية الفك السفلي هو الرُّكَينَى (بالإنجليزية: gonion)‏، وهو زاوِيَةُ القِياسِات الرَّأْسِيَّة (cephalometric landmark) يقع عن أسفل، خلف والجهة الجانبية للزاوية. هذا الموقع عند قمة أعلى ارتفاع للفك السفلي، حيث يضبح الرَّأْد (ramus) تصاعديًّا مع جسم الفك السفلي.
زاوية الفك السفلي تُستَخدَم كطريقة لتحديد الجنس من قبل الأطباء الشرعيين، ولكن تدعو الدراسات الحديثة إلى مسألة ما إذا كان هناك فروق كبيرة بين الجنسين.

## معرض صور

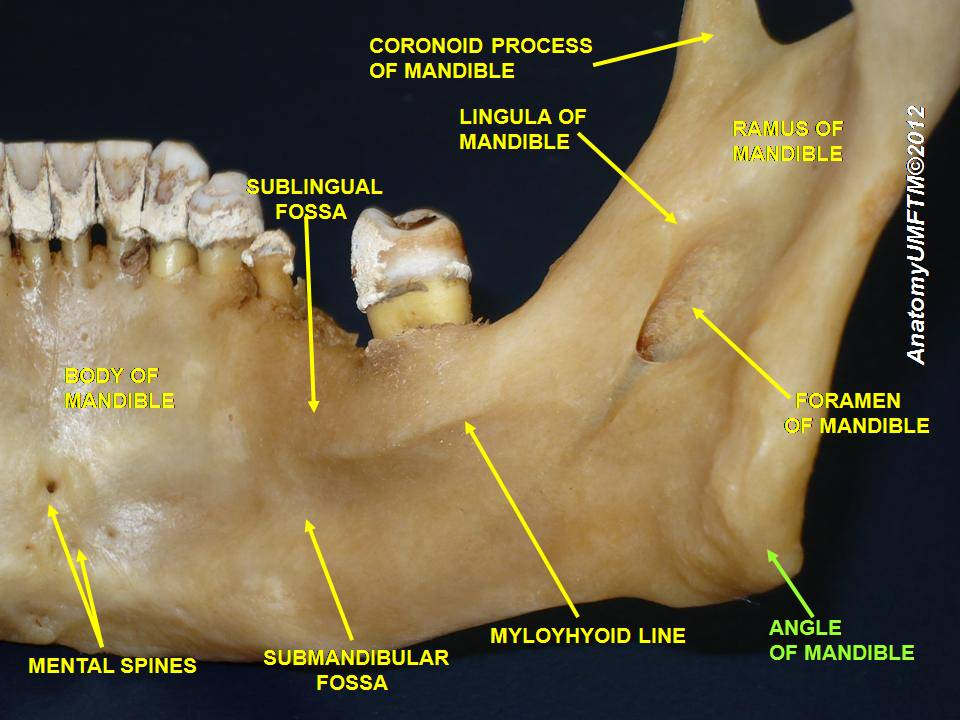
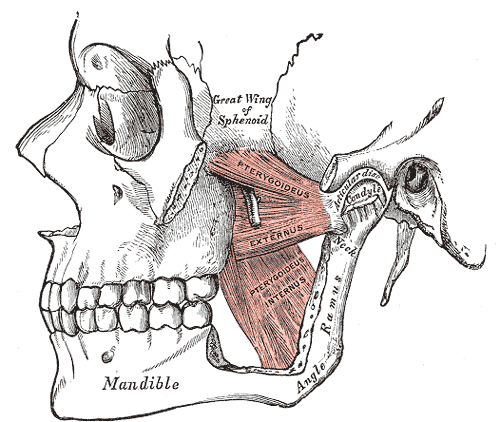
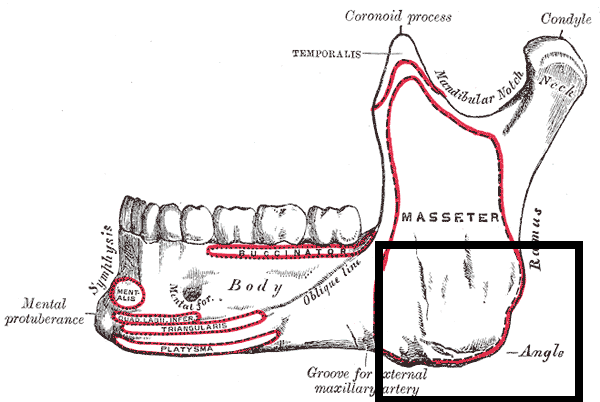
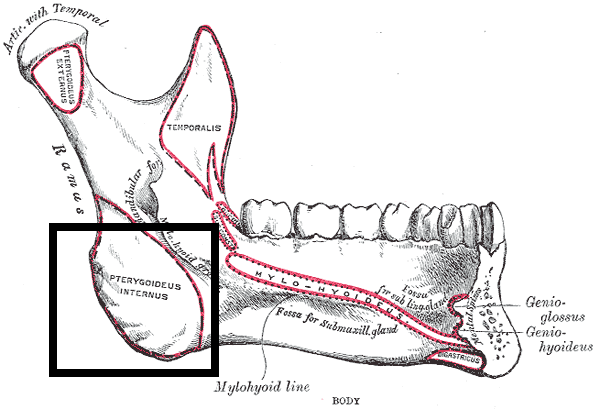